# آتسیمو-آندرفانا
آتسیمو-آندرفانا (Atsimo-Andrefana) یکی از ۲۲ منطقه کشور ماداگاسکار است.

## ناحیه ها
منطقه آتسیمو-آندرفانا از ۹ ناحیه تشکیل شده است:
- آمپانیهی (Ampanihy)
- آنکازوابو-آتسیمو (Ankazoabo-Atsimo)
- بننیترا (Benenitra)
- بروروها (Beroroha)
- بتیئوکی-آتسیمو (Betioky-Atsimo)
- مورومبه (Morombe)
- ساکاراها (Sakaraha)
- تولیارا ۱ (Toliara I)
- تولیارا ۲ ( Toliara II)